# Faaborg
Faaborg anhörenⓘ [ˈfɔbɔːʔʀ] (auch Fåborg; dt.: Foburg) ist eine dänische Kleinstadt mit 6763 Einwohnern (Stand 1. Januar 2025) im Süden von Fünen. Sie gehört zur Faaborg-Midtfyn Kommune.

## Geografie
Faaborg ist eine Hafenstadt an der Dänischen Südsee.
Am Nordrand der Stadt liegt der See und das Naturschutzgebiet Sundet. Die Stadt liegt südlich der Svanninge Bakker, einem Teil eines hügeligen Naturschutzgebietes, der Fünschen Alpen.
Südlich der Stadt Faaborg befindet sich die Halbinsel Horne Land.

## Geschichte
Faaborg wird 1229 zum ersten Mal urkundlich erwähnt. Anlass war die Schenkung der Stadt durch König Waldemar (auch Waldemar der Sieger) an eine portugiesische Prinzessin Eleonore (nicht zu verwechseln mit der gleichnamigen Prinzessin, die 1452 den Habsburger Friedrich III. heiratete), die einen seiner Söhne ehelichte. Der Name der Stadt ist etwas unklar, bedeutet aber wohl Foaborg oder Fuchsburg.
Bis Anfang des 19. Jahrhunderts waren die Hügel im Norden der Stadt mit Heidekraut bewachsen, während in den Tälern Landwirtschaft betrieben wurde. Als sich Land- und Viehwirtschaft nicht mehr lohnten, wurde Wald angepflanzt.

## Kultur und Sehenswürdigkeiten

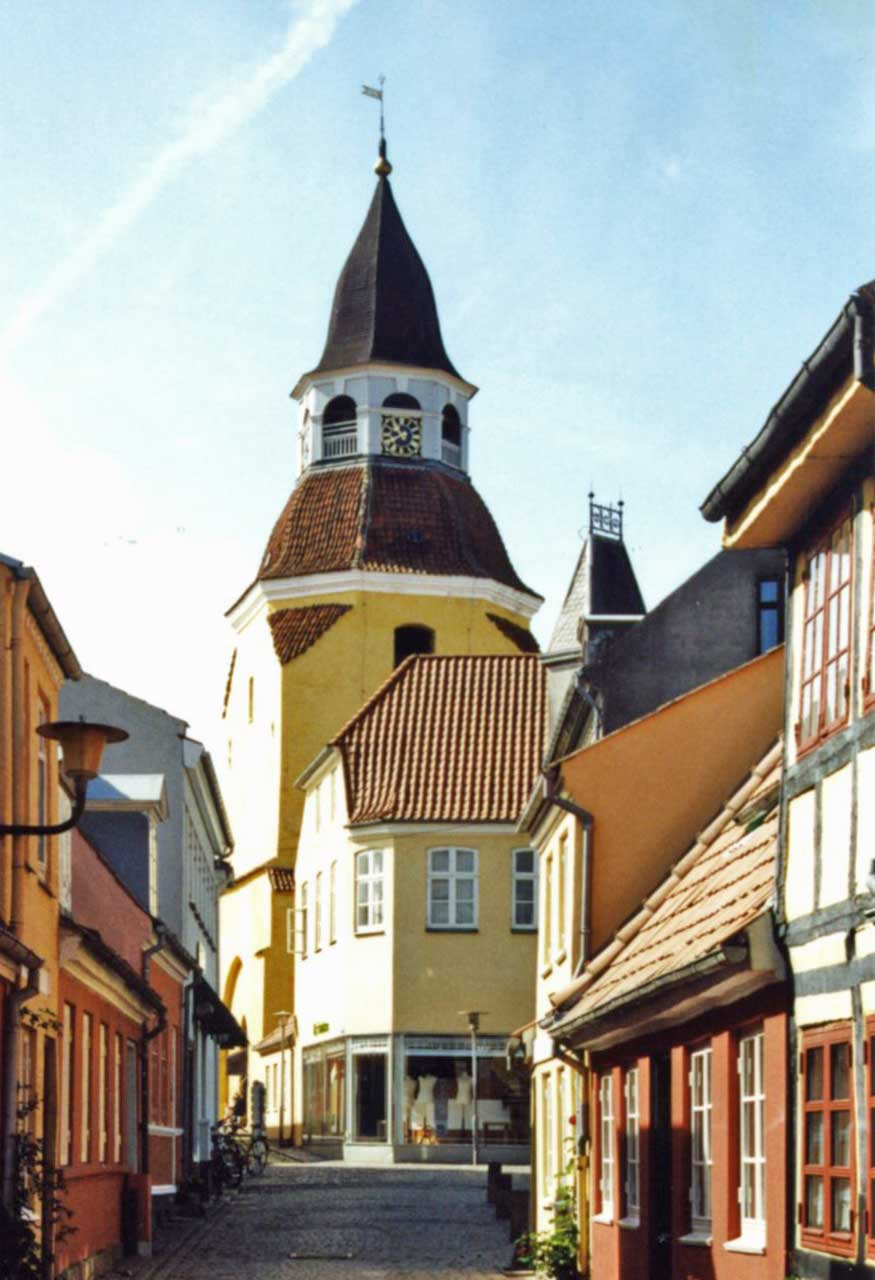
Faaborgs Wahrzeichen, der Glockenturm, wurde um 1500 als Kirchturm für St. Nikolai errichtet.

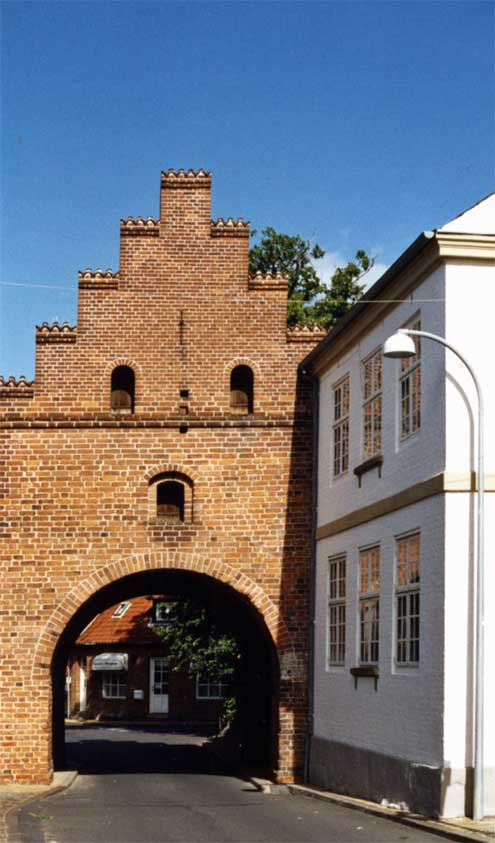
Das Stadttor Vesterport

Die Altstadt Faaborgs zählt zu den am besten erhaltenen in Dänemark. Besonders beachtenswert ist der frei stehende Glockenturm der alten Stadtkirche St. Nikolai, die nach der Reformation zugunsten der Klosterkirche Heilig Geist als neuer Pfarrkirche aufgegeben und abgerissen wurde.
Das Faaborger Stadttor Vesterport ist eines von nur zwei erhaltenen Stadttoren Dänemarks; das andere steht in Stege auf der Insel Møn.
Sehenswert ist das 1915 eingeweihte Faaborg Museum mit der Sammlung des Konservenfabrikanten Mads Rasmussen. Sie umfasst Gemälde und Skulpturen hauptsächlich fünischer Künstler wie Peter Hansen, Fritz und Anne Syberg, Johannes Larsen, Poul S. Christiansen und Kai Nielsen. Zusätzlich werden Wechselausstellungen mit zeitgenössischen Künstlern gezeigt.
2020 wurde in einer Halle am Hafen das Øhavsmuseet eröffnet, das mit weiteren Einrichtungen in der Kommune lokale Geschichte darstellt und über die Dänische Südsee informiert.
Einige Kilometer westlich der Stadt befindet sich Schloss Hvedholm.
Der Skjerninghøj nördlich des Dorfes Svanninge ist eine gut erhaltene Megalithanlage der Trichterbecherkultur.

## Verkehr und Infrastruktur
Durch Faaborg führt die Fernstraße 8 von Tønder (dt. Tondern) nach Nyborg, außerdem beginnt hier die Fernstraße 43, die die Stadt mit Odense verbindet.
Faaborg ist Ausgangspunkt für Fähren zu den Inseln Ærø, Avernakø, Lyø und Bjørnø. Von 1965 bis zum 30. Juni 1999 gab es eine Fährlinie nach Gelting in Schleswig-Holstein. Über das südliche Horne Land mit dem Fährhafen Bøjden ist Fünen mit der Insel Alsen durch den Fährhafen Fynshav verbunden.
Faaborg war früher ein Eisenbahnknotenpunkt. Hier trafen sich die Odense–Nørre Broby–Faaborg Jernbane von Odense (eingestellt 1954), die Svendborg–Faaborg Bane von Svendborg (eingestellt 1954) und die Nyborg–Ringe–Faaborg Bane (Personenverkehr 1962 und Güterverkehr 1987 eingestellt). 1988 wurde das Teilstück zwischen Faaborg und Ringe, das durch den Pipstorn führt, von der Museumsbahn Syd Fyenske Veteranjernbane übernommen, die seit dem 28. Mai 1992 in den Sommermonaten Museumsbahnbetrieb durchführt. 2002 fuhr der letzte Zug über die Gesamtstrecke, die Züge endeten daraufhin in Korinth (Fyn). 2011 wurde der Abschnitt zwischen Korinth und Ringe abgebaut, der Bahndamm ist seither ein Rad- und Fußweg. Der ehemalige Bahnhof war danach die zentrale Busstation der Stadt und beherbergt die Verwaltung des 2021 eröffneten Øhavsmuseet.

## Wirtschaft
Die 1970 gegründete Werft ist als Faaborg Værft ein Spezialist für Umbauten und Reparaturen sowie für den Bau von Fischerei- und Spezialfahrzeugen für die Berufsschifffahrt.

## Töchter und Söhne der Stadt
- Johann Erich von Berger (1772–1833), Philosoph, Hochschullehrer
- Fritz Syberg (1862–1939), Maler der Fünen-Maler
- Peter Hansen (1868–1928), Maler der Fünen-Maler
- Jens Birkholm (1869–1915), Maler
- Aage Madsen (1883–1937), Tennisspieler
- Ib Storm Larsen (1925–1991), Ruderer
- Tue Lassen (* 1985), Orientierungsläufer
- Lasse Norman Hansen (* 1992), Bahn- und Straßenradrennfahrer
- Emma Klingenberg (* 1992), Orientierungsläuferin
- Nikoline Lundgreen (* 1998), Handballspielerin